# Círculo de hada

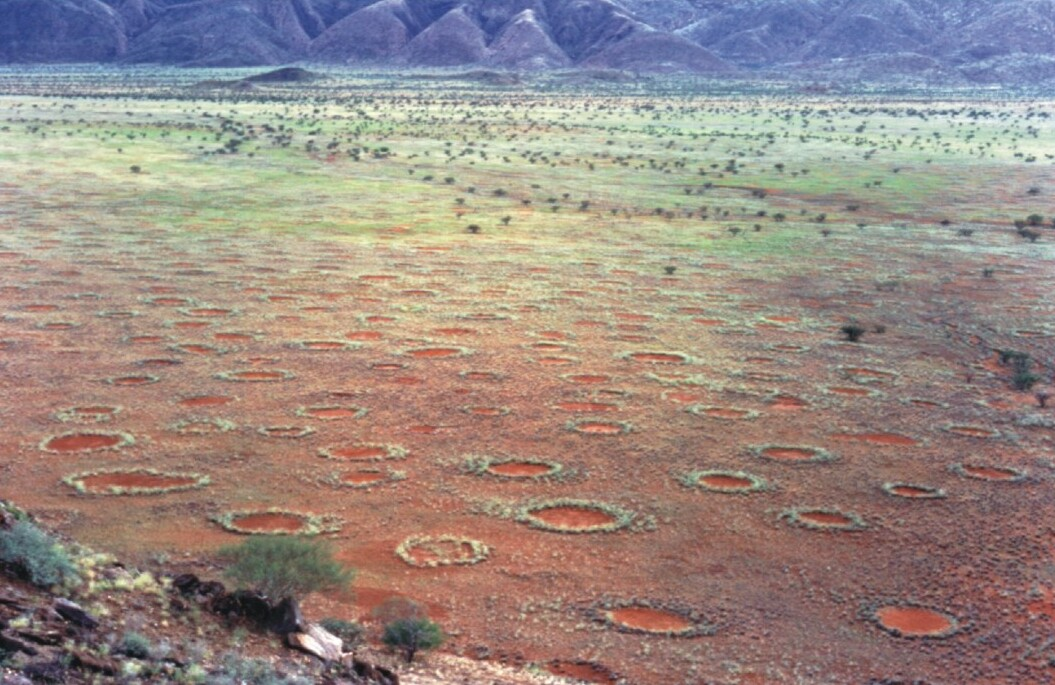
Círculos de hada en el área de Marienflusstal en Namibia

Un círculo de hada es una pequeña área del suelo, aproximademente circular, desprovista de vegetación y de origen natural. Estas áreas se presentan generalmente en grupos en zonas planas y de clima seco en África austral, Australia y Brasil. En vista aérea, los círculos de hada forman patrones espaciados regulares, lo cual es improbable que se llegue a dar por coincidencia. Como referencia, en Namibia los círculos de hada solo se observan en lugares que promedian menos de 150 mm anuales de precipitación. Algunos trabajos científicos también ocupan el término para describir áreas libres de plantas acuáticas en praderas marinas.
La forma en que los círculos de hada se originan ha sido discutida repetidas veces en la literatura científica. Hay varias teorías, algunas muy diferentes de las otras, que han sido propuestas para explicar el origen. Una teoría postula que los círculos son una expresión del estrés hídrico en zonas con vegetación de hierba. La formación de los círculos sería entonces causada por una autoorganización en torno a "zonas de muerte" cuando el agua disponible no es suficiente para sustentar una cubierta de vegetación continua. Círculos de hada formados durante un periodo de sequía son revegetados y desaparecen cuando a la sequía le siguen lluvias abundantes. Existe  también la teoría que los círculos de hada son el resultado del forrajeo de termitas. Esta teoría explicaría con el límite de especies diferentes de termitas el cambio abrupto de diámetro promedio de los círculos que se observa al cruzar el paralelo 16.23° S en el sur de Angola (24 m al norte y 11.6 m al sur).
Los círculos de hada son una de varias expresiones de suelo modelizado, como también lo son los polígonos formados por cuñas de hielo y los polígonos de sal.